# Canton de Saint-Avold-1
Le canton de Saint-Avold-1 est un ancien canton français situé dans le département de la Moselle et la région Lorraine.

## Géographie
Ce canton est organisé autour de Saint-Avold dans l'arrondissement de Forbach. Son altitude varie de 213 m (Porcelette) à 387 m (Folschviller) pour une altitude moyenne de 256 m.

## Histoire
Le canton est créé par décret du 24 décembre 1984 scindant en deux le canton de Saint-Avold.
Il est supprimé par le redécoupage cantonal de 2014.

## Représentation
| Période | Période          | Identité        | Étiquette    | Qualité |
| ------- | ---------------- | --------------- | ------------ | --- |
| 1985    | 1985 (démission) | Armand Nau      | UDF-CDS      | Maire de Carling (1971-2006) Ancien conseiller général du Canton de Saint-Avold (1976-1985) Elu en 1985 dans le Canton de Saint-Avold-2 |
| 1985    | 2008             | André Berthol   | RPR puis UMP | Notaire Député (1988-2007) Conseiller municipal puis Adjoint au Maire de Saint-Avold                                                    |
| 2008    | 2015             | Fabrice Boucher | PS puis DVG  | Directeur d'école à Saint-Avold |

## Composition
Le canton de Saint-Avold-1 se composait d’une fraction de la commune de Saint-Avold et de cinq autres communes. Il compte 26 632 habitants (population municipale) au 1er janvier 2012.
| Nom                     | Code Insee | Intercommunalité        | Population (dernière pop. légale)               |
| ----------------------- | ---------- | ----------------------- | ----------------------------------------------- |
| Saint-Avold (chef-lieu) | 57606      | CA Saint-Avold Synergie | Fraction : 14 992(2012) Commune : 15 875 (2014) |
| Altviller               | 57015      | CA Saint-Avold Synergie | 573 (2014)                                      |
| Diesen                  | 57765      | CA Saint-Avold Synergie | 1 078 (2014)                                    |
| Folschviller            | 57224      | CA Saint-Avold Synergie | 4 118 (2014)                                    |
| Porcelette              | 57550      | CA Saint-Avold Synergie | 2 511 (2014)                                    |
| Valmont                 | 57690      | CA Saint-Avold Synergie | 3 229 (2014)                                    |

## Démographie
| 1962 | 1968 | 1975 | 1982 | 1990 | 1999 | 2009 |
| ---- | ---- | ---- | ---- | ---- | ---- | ---- |
| -    | -    | -    | -    | -    | -    | -    |